# Kleine Waterstraat
De Kleine Waterstraat is gelegen tussen de Wakapasi en de Van Sommelsdijckstraat in de Surinaamse hoofdstad Paramaribo. Het ligt in het verlengde van de Kleine Combéweg. Aan het eind splitst de straat zich op in de Wilhelminastraat en de Cornelis Jongbawstraat. Dit deel van de stad staat wel bekend als Hartje Paramaribo.

## Bouwwerken
De Kleine Waterstraat loopt door een toeristisch centrum met het Queens Hotel en de hotels van de Torarica Groep. Ook in de zijstraten, zoals de Wakapasi, de Van Roseveltkade, de Kleine Dwarsstraat en de Van Sommelsdijckstraat, bevinden zich uitgaansgelegenheden.

## Koeliedepot
Tussen de Kleine Waterstraat en de Surinamerivier stond sinds de tweede helft van de 19e eeuw het Koeliedepot, een opvangcentrum voor contractarbeiders uit India en Java. In de loop van de 20e eeuw werd het depot afgebroken. Op dit terrein zijn sinds 1962 hotels van de Torarica Group gebouwd. In 1994 werd aan de Kleine Combéweg het monument Baba en Mai onthuld dat herinnert aan de immigratie van contractarbeiders.

## Gedenkteken
In de Kleine Waterstraat bevinden zich de volgende kunstwerken:
| Onderwerp                     | Type       | Kunstenaar          | Onthulling | Locatie                         | Omschrijving                        |
| ----------------------------- | ---------- | ------------------- | ---------- | ------------------------------- | ----------------------------------- |
| Standbeeld van een kotomisi   | standbeeld | Jo Rens             | 1962       | Hotel Torarica                  | vrouw in koto-kleding               |
| borstbeeld van Erwin de Vries | borstbeeld | Erwin de Vries zelf | 2017       | terras van Sidewalk Café 't Vat | Erwin de Vries, beeldend kunstenaar |